# سرگزاحمدی
سرگزاحمدی، از توابع بخش احمدی شهرستان حاجی‌آباد در استان هرمزگان ایران است.
شهر احمدی با مرکزیت سرگز است در استان هرمزگان جنوب ایران واقع گردیده است. این شهر در اردیبهشت ماه ۱۳۸۹ تبدیل به شهر شد. شکوفه شهابی در آذرماه ۱۳۸۹ به عنوان اولین شهردار شروع به کار نموده‌است. جمعیت این شهر حدود ۵۰۰۰ هزار نفر می‌باشد.

## جمعیت
این شهر براساس سرشماری مرکز آمار ایران در سال ۱۳۸۵، جمعیت آن ۸۸۶ نفر (۲۰۱خانوار) بوده‌است.